# Lapachito
Lapachito est une localité argentine située dans la province du Chaco et dans le département de General Donovan.

## Histoire
Lapachito a émergé en tant que ville après l'arrivée de Hortensio Quijano, futur vice-président de Juan Domingo Perón, qui a installé une scierie et une gare en 1922. La gare reliait la gare ferroviaire General Belgrano existante à Lapachito à la ville actuelle de General José de San Martín au moyen d'un chemin de fer à voie étroite. La gare ferroviaire (aujourd'hui une ligne secondaire) et la maison de Quijano sont un musée et un site historique provincial.